# Campionati europei di canoa slalom 2017
I Campionati europei di canoa slalom 2017 sono stati la 18ª edizione della competizione continentale. Si sono svolti a Lubiana, nella località di Tacen, in Slovenia, dal 31 maggio al 4 giugno 2017.

## Medagliere
| Pos.   | Paese         | Oro | Argento | Bronzo | Totale |
| ------ | ------------- | --- | ------- | ------ | ------ |
| 1      | Francia       | 2   | 1       | 2      | 5      |
| 2      | Gran Bretagna | 2   | 0       | 0      | 4      |
| 3      | Polonia       | 1   | 3       | 1      | 5      |
| 4      | Rep. Ceca     | 1   | 1       | 4      | 6      |
| 5      | Germania      | 1   | 1       | 0      | 2      |
| 5      | Slovenia      | 1   | 1       | 0      | 2      |
| 7      | Slovacchia    | 1   | 0       | 1      | 2      |
| 7      | Austria       | 1   | 0       | 1      | 2      |
| 9      | Italia        | 0   | 1       | 1      | 2      |
| 10     | Svizzera      | 0   | 1       | 0      | 1      |
| 10     | Spagna        | 0   | 1       | 0      | 1      |
| Totale | Totale        | 10  | 10      | 10     | 30     |

## Podi

### Uomini
| Evento              | Oro                                                                                                   | Punti  | Argento | Punti  | Bronzo                                                                                          | Punti  |
| Canoa C-1           | Alexander Slafkovský                                                                                  | 88,92  | Thomas Koechlin | 91,63  | Michal Martikán                                                                                 | 93,82  |
| Canoa C-1 a squadre | Germania Sideris Tasiadis Nico Bettge Franz Anton                                                     | 108,94 | Slovenia Benjamin Savšek Luka Božič Anže Berčič                                                                         | 111,13 | Italia Raffaello Ivaldi Roberto Colazingari Stefano Cipressi                                    | 112,98 |
| Canoa C-2           | Francia Pierre Picco Hugo Biso                                                                        | 98,22  | Polonia Andrzej Brzeziński Filip Brzeziński                                                                             | 99,09  | Rep. Ceca Jonáš Kašpar Marek Šindler                                                            | 99,20  |
| Canoa C-2 a squadre | Francia Gauthier Klauss / Matthieu Peche Pierre Picco / Hugo Biso Nicolas Scianimanico / Hugo Cailhol | 120,44 | Polonia Marcin Pochwała / Piotr Szczepański Andrzej Brzeziński / Filip Brzeziński Michał Wiercioch / Grzegorz Majerczak | 128,21 | Rep. Ceca Ondřej Karlovský / Jakub Jáně Jonáš Kašpar / Marek Šindler Tomáš Koplík / Jakub Vrzáň | 132,23 |
| Kayak K-1           | Mateusz Polaczyk                                                                                      | 83,06  | Dariusz Popiela | 83,63  | Jiří Prskavec                                                                                   | 84,03  |
| Kayak K-1 a squadre | Rep. Ceca Jiří Prskavec Ondřej Tunka Vít Přindiš                                                      | 101,28 | Francia Mathieu Biazizzo Sébastien Combot Boris Neveu                                                                   | 101,73 | Polonia Mateusz Polaczyk Maciej Okręglak Dariusz Popiela                                        | 104,01 |

### Donne
| Evento              | Oro                                                          | Punti  | Argento                                                  | Punti  | Bronzo                                                 | Punti  |
| Canoa C-1           | Kimberley Woods                                              | 110,31 | Tereza Fišerová                                          | 112,90 | Nadine Weratschnig                                     | 116,19 |
| Kayak C-1 a squadre | Gran Bretagna Kimberley Woods Mallory Franklin Eilidh Gibson | 153,24 | Germania Andrea Herzog Lena Stöcklin Birgit Ohmayer      | 157,32 | Rep. Ceca Tereza Fišerová Monika Jančová Eva Říhová    | 158,48 |
| Kayak K-1           | Corinna Kuhnle                                               | 95,37  | Stefanie Horn                                            | 96,38  | Marie-Zélia Lafont                                     | 96,94  |
| Kayak K-1 a squadre | Slovenia Urša Kragelj Eva Terčelj Ajda Novak                 | 122,60 | Spagna Irati Goikoetxea Maialen Chourraut Marta Martínez | 125,68 | Francia Lucie Baudu Marie-Zélia Lafont Camille Prigent | 129,39 |